# Mrzlava vas
Mrzlava vas je naselje v Občini Brežice.

## Prebivalstvo
Etnična sestava 1991:
- Slovenci: 122 (96,1 %)
- Hrvati: 1
- Jugoslovani: 1
- Ostali: 1
- Neopredeljeni: 1